# 帕拉代斯 (加利福尼亞州莫諾縣)
帕拉代斯（英語：Paradise）是位於美國加利福尼亞州莫諾縣的一個人口普查指定地區。

## 地理
帕拉代斯的座標為37°28′58″N 118°36′08″W / 37.48278°N 118.60222°W，而該地最高點為海拔高度1590米（即5230英尺）。

## 人口
根據2010年美國人口普查的數據，帕拉代斯的面積為11.272平方千米，均為陸地。當地共有人口153人，而人口密度為每平方千米13人。